# Под солнцем Сатаны
«Под солнцем Сатаны» (фр. Sous le soleil de Satan) — художественный фильм, экранизация одноимённого романа Жоржа Бернаноса.

## Сюжет
Молодой католический аббат Дониссан истово верует, просиживает над книгами ночи напролёт, но сомневается в своём предназначении быть приходским священником и занимается самобичеванием. Заблудившись ночью на сельской дороге, он встречает незнакомца, предложившего себя в попутчики, и соглашается принять его помощь, но потом в ужасе узнаёт в нём сатану и, борясь с искушением, теряет сознание. Утром к Дониссану обращается шестнадцатилетняя Жермена Малорти по прозвищу Мушетта, убившая своего любовника и родившая в психиатрической лечебнице мёртвого ребёнка. Дониссан оказывается не в состоянии помочь девушке, а его увещевания вызывают новый приступ безумия: вернувшись домой, Мушетта призывает сатану и совершает самоубийство, в котором аббат винит себя…

## В ролях
| Актёр            | Роль                 |
| ---------------- | -------------------- |
| Жерар Депардье   | аббат Дониссан       |
| Сандрин Боннер   | Мушетта              |
| Морис Пиала      | священник Мену-Сегре |
| Ален Артур       | маркиз де Кадиньян   |
| Янн Деде         | Галле                |
| Бриджит Лежендр  | мать Мушетты         |
| Жан-Клод Бурла   | Малорти              |
| Жан-Кристоф Буве | Сатана               |

## Съёмочная группа
- Сценаристы: Жорж Бернанос (одноимённый роман), Сильви Дантон, Морис Пиала
- Режиссёр: Морис Пиала

## Технические данные
- Цветной, звуковой (стерео)
- Премьера: 2 сентября 1987 года, Канны (Франция).

## Награды
- «Золотая пальмовая ветвь» Каннского международного кинофестиваля 1987 года.